# 신령 (만화)
신령은 대한민국의 웹툰이다. 이혜 작가의 데뷔작으로 2012년 10월 7일부터 2015년 8월 31일까지 네이버 웹툰에서 연재되었다.

## 개요
신령은 6개의 나라와 신의 방울이라 불리는 신령으로 인해 대립하는 것을 주소재로 하고 있으며, 그 중 약소국의 왕이 한 여인을 찾아 여행하는 이야기를 주제로 한다.

## 설정

### 신력
신의 힘이라고 불리는 능력. 여자에게만 나타나며 가끔 아주 드물게 남자에게도 나타나지만(대표적인 예로 백염) 사람들은 흉조라고 하며 쉬쉬한다.

#### 신령
과거 가비라는 신녀가 자신의 신력으로 만든 8개의 방울. 사람의 형태를 띠고있으며 본래는 커다란 하나의 방울을 녹여 8개로 만든 것이다. 150년 전 가비에 의해 봉인당했다가 대현의 새 황제인 현주에 의해 풀려나게 되었다. 이들 모두 신력을 가지고있고, 그 능력을 사용할 수 있다. 이들은 주인을 선택할 수 있는데 그 방법은 자신이 직접 주인을 선택하는 것과 주인이 될 자의 피로 속박하는 것이다. 이들은 본래 하나의 방울이었기 때문에 여덞이 하나라고도 할 수 있다. 즉 하나가 죽으면 다른 신령도 느낄 수가 있다. 원래는 신령의 간택이 있을 때 새 주인을 정하는 방식이었지만, 사실은 그건 대현의 속임수였으며, 현주에 의해 봉인에 풀리던 날 방울의 형태에서 사람의 형태로 변했다.

#### 신녀
신력을 가진 여자. 신녀들은 특별한 힘을 사용할 수가 있으며 가끔 아주 강한 신력을 가진 자들이 나타나는데 그들은 신력이 강하여 대부분 성장이 멈추거나 늙지 않는다.(대표적인 예로 가비, 하현, 소혜후 등).

### 나라
신령의 주 스토리를 이끌어가는 6개의 국가.

#### 대현
6개의 나라 중 가장 강대국이다. 8개의 신령 중 3개의 신령을 가지고 있었으나, 신령의 간택이 있던 날 그 중 빨간 끈을 단 신령을 약소국인 명주국이 가져갔다. 본래 신령은 모두 대현의 것이었으며, 가비 또한 대현의 신녀였지만, 150년간 행방이 묘연하다. 6개의 나라 중 유일하게 황제칭호를 사용하고 있으며 현 황제는 현주이다. 
- 황제: 현주
- 궁명: 태륭궁(太隆穹)
- 신령 수: 2개 (파란색 끈, 하늘색 끈)

#### 난헌국
6개의 나라 중 대현 다음으로 영향력있는 나라. 1개의 신령을 가지고 있다. 대현과의 친밀한 관계를 유지하고 있으며, 현재 자리에 앉아있는 왕은 살 날이 얼마 남지않아, 제 1왕녀인 노우가 대신 집권중이다.
- 왕: 제선
- 궁명: 지회궁(智會穹)
- 신령 수: 1개 (녹색 끈)

#### 부호
대현, 난헌 다음으로 영향력있는 나라. 영향력은 3위이긴 하지만 다른 나라들과도 별 차이는 없는듯하다. 아직 알려진 것은 없지만 치후국과는 나름 친분이 있는 듯하다.
- 왕: 단학
- 궁명: 천예궁(天禮穹)
- 신령 수: 2개 (보라색 끈/2개이나 하나의 힘)

#### 치후국
부호와 같은 영향력을 유지하고있는 나라. 아직 알려진 것은 없다.
- 왕: 서월하
- 궁명: 아직 밝혀지지 않음
- 신령 수: 1개 (갈색 끈)

#### 중훈
부호와 치후국과 비슷한 힘을 가진 나라. 역시 알려진 것은 없다.
- 왕: 유담
- 궁명: 아직 밝혀지지 않음
- 신령 수: 1개 (분홍색 끈)

#### 명주국
6개의 나라 중 가장 힘이 약하고 땅도 작으며 영향력이 없는 약소국. 어린 왕이 집권하고 있으며 왕과 후궁사이에 내분이 일어나고있다. 150년간 단 한 번도 신령의 간택을 받지 못했으나(하지만 이것은 대현의 속임수였다), 현재 왕인 홍령이 대현에서 신령의 간택이 있던 날 대현의 신령 하나를 가져갔다.
- 왕: 홍령
- 궁명: 추연궁(秋姸穹)
- 신령 수: 1개 (빨간색 끈)

## 등장인물

### 명주국

#### 홍령
주인공이자 명주국의 왕. 언제나 멍한 얼굴에 감정변화가 없는 표정이 특징이다. 어린 나이에 왕위에 올라 표정변화가 거의 없고, 궁술은 훌륭하지만 검술은 그다지 뛰어나지 않다(못하는 건 아니다). 후궁 취비와의 권력다툼때문에 항상 위태로운 상황에 놓여있으며, 과거에 한 번 있었던 반란으로 인해 죽을뻔한 적이 있다. 신령에게 선택받음으로 인해 취비의 반란에 대비해 계획하고 있던 일이 실패했으며, 취비의 아들이자 이복형인 무향과는 꽤 사이가 좋아보이지만, 언제나 한쪽에서 둘을 견제하고 있다. 멍해 보이지만 확실히 하는 성격이며 명주국을 위해서라면 목숨도 바칠 수 있는 듯하다. 난헌국의 왕녀인 노우와는 아주 친한 사이인 듯 공적인 자리가 아니면 서로 살갑게 대한다. 신령의 봉인이 풀림으로써 대현과 대립하게 되고, 수십의 사상자를 낸 끝에 대현의 3황자인 동형의 도움으로 가까스로 살아남은 뒤, 모든 일의 시작인 신녀, 가비를 찾아 여행하고 있다. 최근, 홍령에게 신력이 통하지 않는 데에 관해 여러 가지 가설들이 나돌고있다.(가비의 아들이므로 밝혀진다.)
특징
- 직위: 명주국의 왕
- 소유 신령: 강휘(붉은 끈)
- 특기: 궁술

#### 취비
명주국의 후궁. 홍령을 왕의 자리에서 내리고 자신의 아들 무향을 왕으로 세우려는 궁녀. 과거 홍령의 생명을 위협했던 반란을 도모한 자이다. 무향을 왕으로 세우기 위해서라면 뭐든지 할 수 있는 모정(?)의 어머니다. 신령의 간택이 있던 날, 홍령에게 왕의 자질을 케물어 왕의 자리에서 내릴 계획이었으나, 명주국 최초로 홍령이 신령에게 선택을 받아버려 계획은 무산으로 돌아갔다(홍령도 마찬가지). 최근에는 대현과 손을 잡고 홍령을 명주국에서 쫓아냈으며(정확히 말하면 홍령이 행방불명이 되게 만듬) 그 자리에 무향을 왕 대신으로 앉혀 집권하고 있다. 악녀라고 할 수 있으나 과거에는 이렇지 않은 듯 했다. 취비가 이렇게 된데는 명주국의 전대 왕인 홍령의 아버지와 귀족 출신인 자신의 아이가 아닌 천한 출신인 홍령의 어머니에게서 태어난 홍령이 왕이 되었다는 데에서 원인이 있을 것이라고 짐작된다. 1년 전, 무향과 한 무언가의 약속이 있는 듯 하다.
특징
- 직위: 명주국의 후궁
- 아들 무향
- 반역분자

#### 무향
명주국의 후궁인 취비의 아들. 키도 크고 똑똑하며 체술, 검술 또한 뛰어나고 출중한 외모를 가진 명주국의 왕자. 궐 안에서 인기가 많다. 자신을 왕으로 만들려는 어머니 취비와는 다르게 본인은 왕이 될 생각이 없다고, 왕이 될 수 없다고 말하지만 진실인지는 알 수 없다(왕의 자리가 욕심나지 않으면 궁에서 나가라는 취비의 말에 그러지 않았기 때문). 항상 웃고있어 속을 알 수가 없고 이 때문에 강휘와 노우에게 더욱 경계심을 심어준다. 노우와는 조금 특별한 관계가 있는 것으로 보인다. 홍령의 자리를 노리는 취비를 싫어하는 듯 보이나, 홍령에게 취비를 살려달라 청하는 둥 어머니로써의 취비를 소중하게 생각하는 듯 하다. 홍령이 행방불명이 된 뒤 임시 왕으로 추천받았으나 처음엔 거절했지만, 그 뒤 임시 왕으로써 권력을 잡는다(노우 때문인듯하다).
특징
- 직위: 명주국의 왕자
- 항상 웃고있음
- 속내를 알 수 없음

### 대현

#### 현주
대현의 새로운 황제. 대현의 제 2황자였으나, 제 1황자이자 형인 진원을 몰아내고 황제가 되었다. 동형이 말하길 본래 그는 누구보다도 친절하고 현명하고 바른 황자였다고 하지만, 형을 쫓아내면서까지 황제가 된 까닭에는 가비때문인 듯 하다. 오랫동안 묻혀있었던 가비의 정체를 밝혀내고, 신령의 봉인을 푼 장본인이며, 뒤를 지원해주는 흑막이 있는 것으로 보인다. 자신의 신령들을 피로 속박하여 강제로 주인이 되게 하거나, 유일하게 가비의 단서를 알고있는 강휘를 흔들기위해 명주국에만 가짜 서한을 보내 홍령을 없애려하는 둥 가비를 찾기 위해서라면 갖은 수를 다 쓴다.
특징
- 직위: 대현의 황제
- 신령의 봉인을 품

#### 진원
대현의 제 1황자. 현주에 의해 죽는다. 처음에는 백염으로 나온다
특징
- 직위: 대현의 1황자
- 백염인줄 알았으나 아니라는 것이 밝혀짐

#### 동형(백염)
대현의 제 3황자. 처음에는 정체를 숨기고 홍령일행을 도와주었다. 하지만 사실 백염이었고 모든일이 거짓임이 밝혀졌다. 남자이긴 하나 강한 신력을 가지고 있다. 남은 신력을 모조리 쏟아부어 150년 만에 환생을 하여 다시금 가비를 자신만의 것으로 만들기위해 찾고있다. 강휘를 시켜 마을 전체를 불살라버리거나, 신력으로 만든 칼로 홍령을 찌르는 등 자신의 일에 방해되는 것은 뭐든지 처리해버린다. 가비를 시켜 신령을 만들게 하고, 가비가 신령을 봉인시키고 대현을 떠나 자신마저 봉인시킨 이유 중에 하나라고도 할 수 있는 인물이다. 야망이 깊고 넓으며 가비때문에 환생을 한 것을 보면 꽤 집요한 점도 있는 듯 하다.
특징
- 직위: (백염일 때)대현의 전 황제, 대현의 3황자

#### 위진
동형을 보필하는 신하에 가까운 종. 하현과는 항상 싸우며, 백염이 부하로 데리고 다니는 소히와 깊은 인연이 있는듯하다. 싸움도 못하고 머리도 그다지 썩 좋은편은 아니지만, 어릴때 여행을 했던 경험이 있어 길찾기나 기억력은 좋다.
특징
- 직위: 동형의 종
- 하현과 매일 다툼
- 뛰어난 기억력

#### 하현(소혜후)
신력이 강해 성장이 멈춰 겉보기엔 아이지만 나이는 홍령보다 많은 듯하다. 홍령을 보고는 첫 눈에 반해 한 나라의 왕에게는 꽤나 무례한 짓을 자주 하곤 한다. 현주의 명으로 신령의 봉인을 풀었으며, 사실 백염과 같은 편이다.
특징
- 직위: 대현의 신녀
- 성장이 멈춤

#### 소히
백염의 부하. 체질적으로 신력이 통하지 않는 몸을 가졌다. 위진과는 깊은 인연을 가지고있는 듯 하다. 자세한 것은 아직 밝혀지지 않았다.
특징
- 신력이 통하지 않는 체질